# Ciconia louisebolesae
Ciconia louisebolesae — викопний вид лелек з раннього міоцену Австралії. Він був описаний Уолтером Боулзом на основі викопного матеріалу, знайденого в печерному відкладенні Bitesantennary у Ріверслі, у національному парку Boodjamulla на північному заході Квінсленда. Видовий епітет стосується Луїзи Боулс, матері описувача, якій присвячено опис.